# Station València-Nord
Station València-Nord (Valenciaans: Estació del Nord, Spaans: Estación del Norte) is het belangrijkste spoorwegstation van de Spaanse stad Valencia en is eigendom van spoorwegbeheerder Adif.
Hoewel de naam anders doet vermoeden ligt het station ten zuiden van het stadscentrum. Pal naast de hoofdingang ligt de stierenvechtarena.
In de toekomst moet València-Nord een volwaardig centraal station worden waar ook AVE-hogesnelheidstreinen stoppen. Speciaal voor de tussenperiode is 800 meter zuidelijker in 2010 het station Valencia Joaquín Sorolla geopend dat onder andere de sinds 18 december 2010 operationele hogesnelheidslijn Madrid-Cuenca-Valencia faciliteert. Tussen dit tijdelijke nieuwe station en station València-Nord rijden pendelbussen.

## Metro
De metrostations Xàtiva (lijnen 3 en 5) en Bailén (lijn 3) liggen vlak naast het treinstation. Metrostation Plaça Espanya (lijn 1) ligt ook in directe omgeving.

## Gevel
Het treinstation heeft een bijzonder interieur en exterieur. De façade zal niet onopgemerkt blijven. Er zijn bloemen, sinaasappels en oranjebloessem te zien. Dit staat symbool voor de Valenciaanse landbouw. Op de gevel wordt ook meerdere keren het Valenciaanse stadswapen afgebeeld. Boven op het treinstation staat een arend. Dit staat symbool voor de snelheid.

## Afbeeldingen

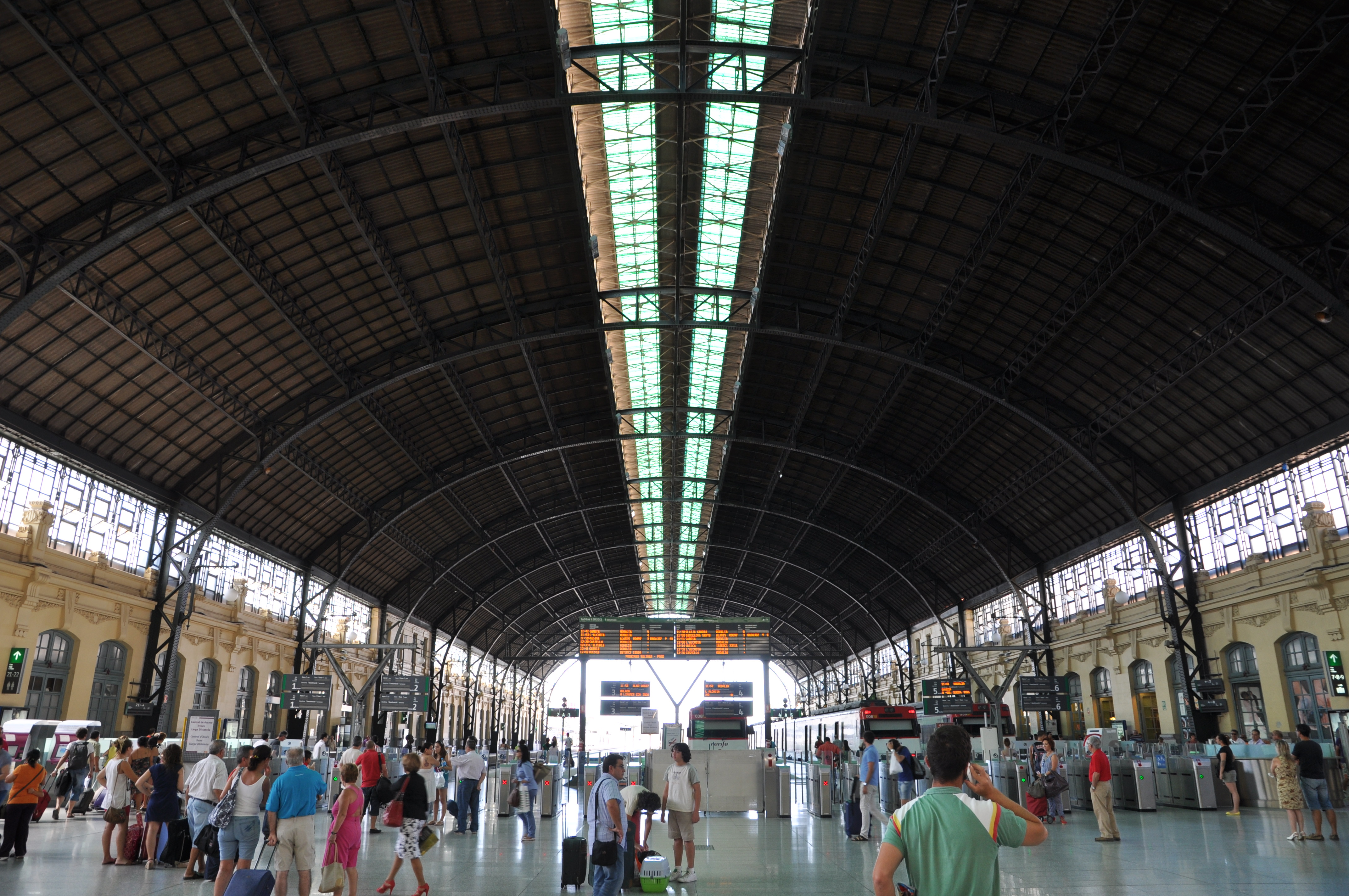
De overkapping boven de perrons
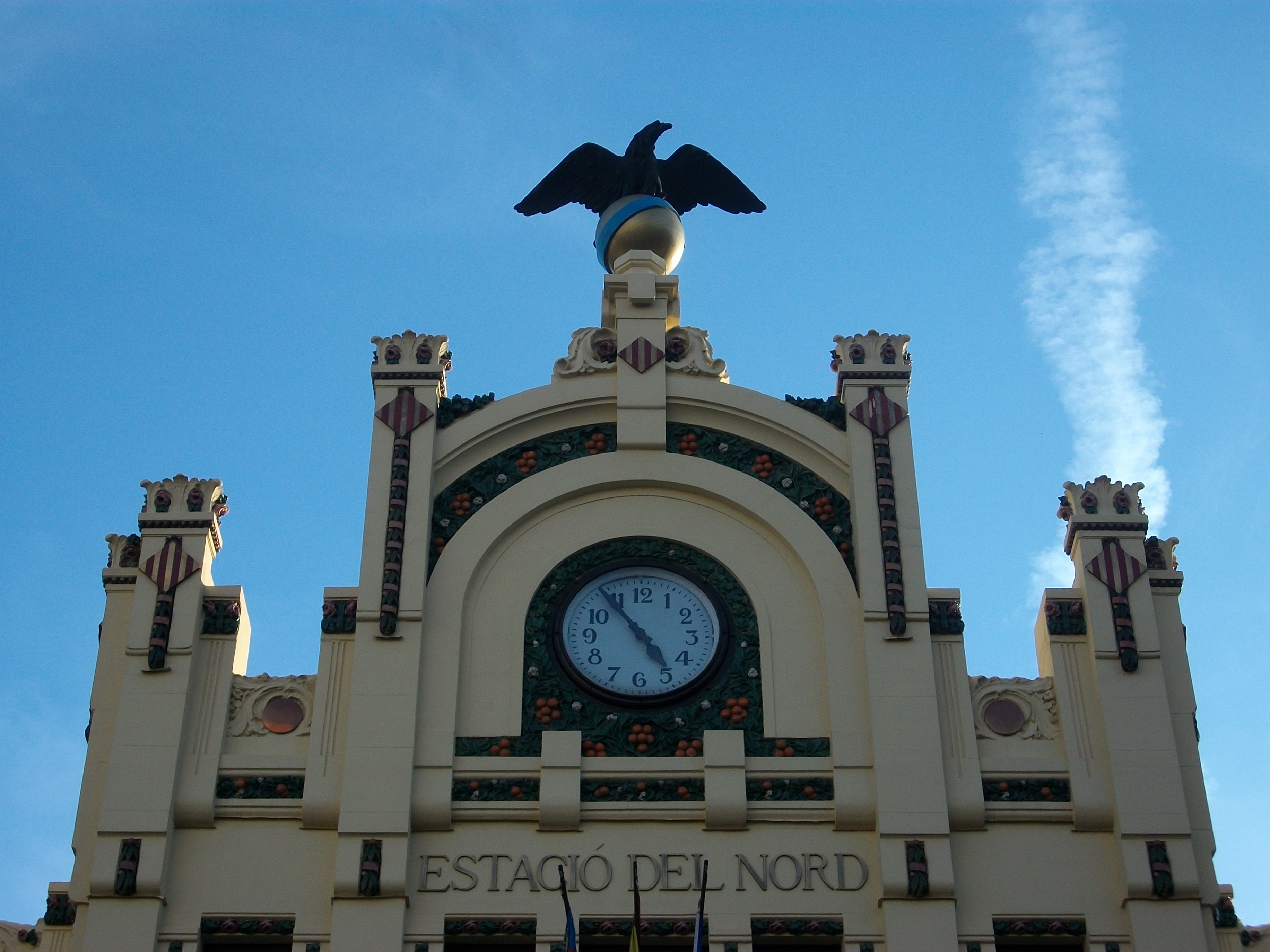
Detail van de gevel
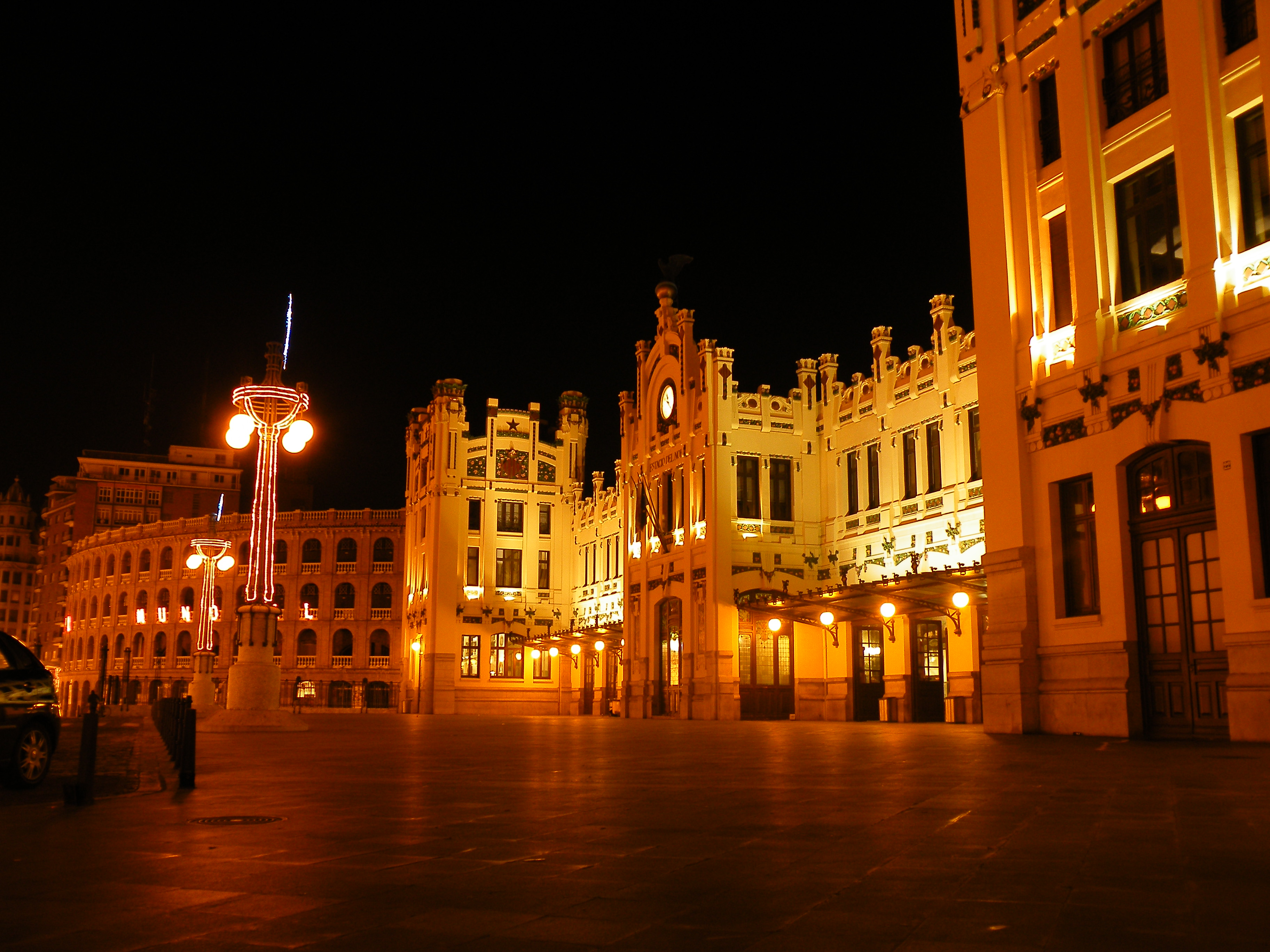
De verlichte gevel tijdens de nacht
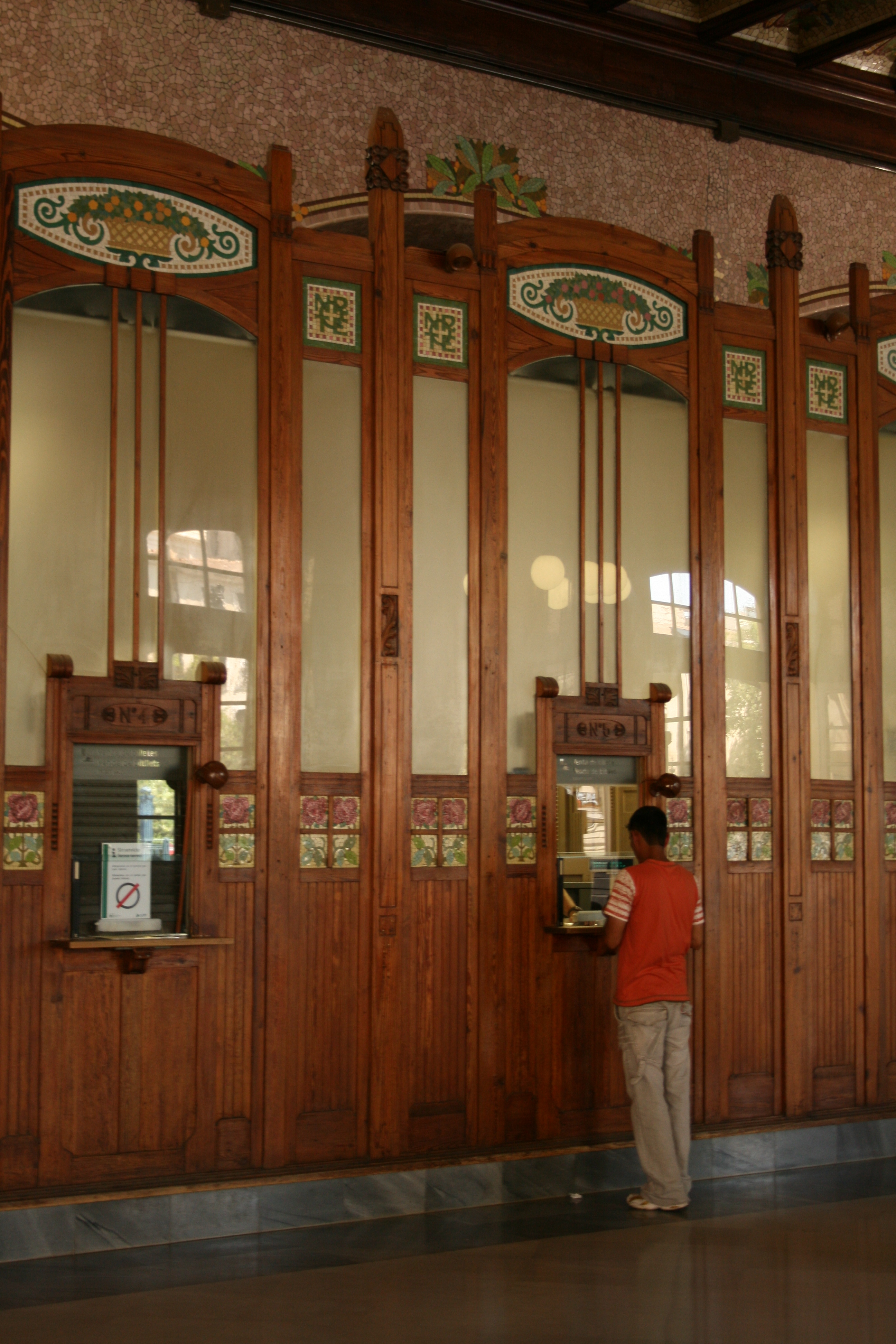
Loketten voor de kaartverkoop